# Rauhensackbach
Der Rauhensackbach in Bayern entsteht an den Nordwesthängen des Schinder aus mehreren Gräben. In der Nähe von Bernaustube mündet er nach weitgehend nördlichem Verlauf in die Weiße Valepp.